# 2016 год в Израиле
Ниже перечислены события 2016 года в Израиле.

## Действующие лица
- Президент — Реувен Ривлин
- Премьер-министр — Биньямин Нетаньяху
- Правительство Израиля — 34-е правительство Израиля
- Председатель Верховного суда — Мириам Наор
- Начальник Генерального штаба — Гади Эйзенкот.

## События

### Январь
- 1 января — Стрельба в Тель-Авиве в январе 2016[англ.].

### Февраль
- 12-21 февраля — Израиль отправил двух спортсменов на зимние юношеские Олимпийские игры 2016 года[англ.].

### Март
- 8 марта — ножевые ранения в Тель-Авиве.
- 23 марта — партия Наш дом Израиль официально присоединяется к Тридцать четвёртому правительству Израиля.
- 24 марта — инцидент со стрельбой в Хевроне[англ.] с участием Эльора Азарии, вызвавший дискуссию о правилах применения оружия израильскими солдатами на долгие годы[1].

### Май
- 11 мая—День независимости. Центральное статистическое бюро публикует сведения о населении страны. Численность населения— 8 млн 522 тыс. человек, прирост за год— 182 тыс. человек (на 2,2%), родились 196 тыс. младенцев, умерли 47 тыс., прибыли в страну 36 тыс. человек[2].
- 14 мая — Хови Стар представляет Израиль на конкурсе песни "Евровидение " с песней Made of Stars[3].
- 27 мая — Первый в истории конкурс Мисс Транс-Израиль[англ.].

### Июнь
- 8 июня — стрельба в Тель-Авиве.

### Июль
- 6-10 июня — Израиль отправил 17 спортсменов на чемпионат Европы по легкой атлетике 2016 года.
- 28 июня — 6 августа — мужская сборная Израиля по лякроссу приняла участие в чемпионате Европы по лакроссу 2016 года, завоевав серебряную медаль.

### Август
- 5-21 августа — 47 спортсменов из Израиля соревновались на летних Олимпийских играх 2016 года в Рио-де-Жанейро, Бразилия.
- 29 августа — Открытие железнодорожной станции Мигдаль ха-Эмек — Кфар Барух.

### Сентябрь
- 1 сентября — спутник AMOS 6 уничтожен во время стартовых испытаний.
- 2-4 сентября — сборная Израиля по американскому футболу впервые приняла участие в чемпионате Европы по американскому футболу, проиграв обе игры.
- 7-18 сентября — Израиль отправил 33 спортсмена для участия в летних Паралимпийских играх 2016 года[англ.].
- 13 сентября — запуск спутника Ofek 11[англ.] с авиабазы Пальмахим.
- 23 сентября — Израиль квалифицировался на участие в World Baseball Classic 2017.

### Ноябрь
- 22 ноября — Лесные пожары в Израиле.

### Декабрь
- 12 декабря — Израиль получил первую пару боевых самолётов F-35 Lightning II из США[4].

## Умерли
- 13 февраля — Авигдор Бен-Гал, генерал (р. 1936)[5]
- 17 марта — Меир Даган, армейский офицер и генеральный директор Моссада (р. 1945)
- 28 августа — Биньямин Бен-Элиезер, генерал и политик (р. 1936)[6]
- 28 сентября — Шимон Перес, бывший премьер-министр Израиля (р. 1923).